# Побег Пирогова и Барсова
Побег Пирогова и Барсова, двух советских военных лётчиков (оба участники Великой Отечественной войны, отмеченные государственными наградами) за железный занавес 9 октября 1948 года — один из эпизодов начального этапа советско-американского противостояния в холодной войне. Побег выявил серьёзные проблемы морально-политического и дисциплинарного характера в советской авиации, войсках и обществе в целом, о которых благодаря беглецам стало известно на Западе. Случаи бегства советских военных лётчиков на боевых самолётах в капиталистические страны после окончания войны имели место и ранее, но не получили огласки и широкого освещения в прессе. Побег Пирогова и Барсова стал сенсационным событием, более года освещавшимся в прессе США и стран Западной Европы. Книга воспоминаний Пирогова «Почему я сбежал», повествующая о войне, жизни в СССР и причинах их бегства, стала бестселлером и выдержала несколько изданий в США и Великобритании, получив высокую оценку западных публицистов и литературных критиков.

## Биографическая справка
Пётр Афанасьевич Пирогов (англ. Peter A. Pirogov, 23 декабря 1920, с. Коптево, Рассказовский район, Тамбовская губерния, РСФСР — 28 февраля 1987, Госпитальный центр Вашингтона, Вашингтон, округ Колумбия, США) — лётчик-штурман, лейтенант. По национальности русский. Уже будучи в США, приписал себе учёбу в Тамбовском педагогическом институте, хотя действительно ли он там учился, неизвестно. Достоверно известно, что в РККА он служил с 1939 года, был призван Бондарским районным военным комиссариатом после того, как приписал себе один год. После окончания школы штурманов переведён в действующее подразделение в звании младшего лейтенанта. В годы войны выполнял главным образом задачи воздушной разведки и аэрофотосъёмки территории, занятой противником, на самолёте Пе-3бис; по его собственным словам, совершил более ста боевых вылетов, Служил в составе 59-го авиационного полка 34-й бомбардировочной авиационной дивизии (дислоцировавшегося в Приморье, в долине Даубихе). С лета 1942 года их часть задействовали для выполнения разведывательных задач в Маньчжурии, непосредственно вдоль тогдашней советско-японской границы, когда у советского командования были основания ожидать превентивного удара японских сил. На советско-германском фронте совершал разведывательные полёты в ближнем и глубоком тылу противника, над городами Бреслау, Коттбус, Гёрлиц, Дрезден, Прага, Оломоуц, Братислава, Вена, Лейпциг, Хемниц и др.; всего, по официальным данным, провёл разведку 65 городов, 105 железнодорожных узлов и станций, 36 аэродромов, не считая других военных объектов и скоплений войск противника. Войну закончил летнабом в составе 98-го отдельного гвардейского авиаполка в звании гвардии лейтенанта. В послевоенное время служил в 63-м бомбардировочном авиационном полку. С военных лет и до своего бегства был кандидатом в члены ВКП(б). Награждён Орденом Красной Звезды, Орденом Отечественной войны II степени и медалями. На последнем месте расквартировки имел сожительницу, с которой расстался до побега по личным обстоятельствам.
Находясь в США, в 1950 году издал автобиографическую книгу воспоминаний «Почему я сбежал: История Петра Пирогова». Из-за того, что Пирогов был кандидатом в члены в ВКП(б), ему первоначально было отказано в натурализации, — соответствующие законодательные ограничения для бывших коммунистов препятствовали Иммиграционной службе США положительно решить вопрос о предоставлении ему гражданства, пока Конгресс США не принял 6 мая 1954 года Закон № 347 «О предоставлении Петру А. Пирогову постоянного жительства в США». Он устроился работать маляром, а затем открыл собственный бизнес по оказанию услуг ремонта частных домовладений и проведению различных ремонтных работ. Первое время после прибытия в США он жил в Нью-Йорке, позже переехал в Вашингтон, куда он был приглашён на работу по направлению, близкому к своей прежней военной специальности, — специалистом по анализу данных аэрофотосъёмки при исследовательских подразделениях Библиотеки Конгресса (в его работе на этой должности были заинтересованы в РУ ВВС США, сотрудники которого помогли ему устроиться как лицу «особо ценному для национальных интересов») и несколько раз приглашался к выступлению в конгрессионных комитетах по различным вопросам. Однако на волне маккартизма Конгресс США принял законодательные ограничения по трудоустройству в госучреждения для бывших членов «коммунистических и иных тоталитарных партий и организаций», каковым он когда-то являлся, а поскольку работа в Библиотеке Конгресса (федеральном учреждении, готовившем информационно-аналитические материалы для высшего руководства страны) была связана с допуском к сведениям, содержащим государственную и военную тайну, Пирогова уволили. Он сменил несколько профессий, среди прочего работал таксистом, жил в Александрии. Потом о нём вспомнили и пригласили писать тексты радиопередач для радио «Освобождение» (Radio Liberation) — американской радиостанции, вещавшей на соцстраны. На этом поприще он проявил такую деловую хватку и политические способности, что его даже избрали главой одной из эмигрантских антикоммунистических организаций. Был награждён общественной наградой Фонда Свободы (неправительственной организации) — почётной медалью памяти Джорджа Вашингтона. В 1963 году Пирогов окончил Джорджтаунский университет по специальности «лингвистика» с вручением диплома магистра и устроился научным сотрудником при факультете лингвистики Джорджтаунского университета (Georgetown University School of Languages and Linguistics), где работал преподавателем гуманитарных дисциплин до выхода на пенсию в 1986 году. Обосновался вместе с семьёй неподалёку в Стаффорде, штат Виргиния, в часе езды от университета. Последняя занимаемая им научная должность — ассоциированный профессор. Скончался в 1987 году, в возрасте 66 лет, от аневризмы. В США осталась его семья: жена — Валентина Пирогова (русская, родилась и выросла в США, из числа детей дореволюционных эмигрантов, поженились в начале 1950-х гг.), в браке с которой он имел трёх дочерей: Валентину (в замужестве Паркер), Нину и Тамару.
Анатолий Порфирьевич Барсов (англ. Anatole Barsov, 24 апреля 1917, с. Старо-Альметьево, Чистопольский уезд, Казанская губерния, Российская империя — после 1949, место смерти неизвестно, СССР) — лётчик, старший лейтенант. По национальности русский. Родился в семье почтмейстера г. Чистополь. Отец его потомственный дворянин (Порфирий Борзов), о чём он, по понятным причинам, предпочитал скрывать в советское время. Получил отличное среднее домашнее образование. Окончил школу фабрично-заводского ученичества, во время обучения в которой одновременно проходил подготовку в аэроклубе. В РККА с 1938 года. Был призван Казанским РВК. С началом войны находился в резервном подразделении, а с 1943 года — в действующем подразделении ВВС на должности лётчика. В годы войны выполнял задачи воздушной разведки, бомбардировочные вылеты, а также вылеты по сбросу агитматериалов над оккупированными территориями. Заходы над разведываемыми объектами выполнял в сложных метеоусловиях на малой и предельно малой высоте, с высоким риском для себя, попадал под огонь зенитной артиллерии и истребительной авиации противника, проявляя при этом настойчивость и отвагу (согласно официальным наградным материалам). Особо отличился во время военных действий в Прибалтике, среди объектов разведки были населённые пункты Выру, Валга, Тапа, Вильянди, Цесис, Валмиера, Остров, Резекне, Екабпилс, Мадона, Гулбене, Алуксне, Крустпилс. Задокументированный боевой счёт отсутствует. Войну закончил лётчиком в составе 47-го гв. дальнего разведывательного авиаполка Главного командования Красной Армии в звании гвардии лейтенанта. Член ВКП(б) с 1943 года. Награждён Орденом Красного Знамени. В прессе высказывалось предположение, что в СССР остались его гражданская жена и четырёхлетний сын, но достоверных данных о его семейном статусе нет. С момента перелёта и в период жизни в США вёл дневник, который после его отъезда был переведен на английский и опубликован. Через год пребывания в США, поверив заверениям советских дипломатических сотрудников о том, что его ожидает амнистия, решил вернуться. Сведения относительно дальнейшей судьбы в СССР разнятся в зависимости от источников. Советские перебежчики из числа сотрудников МГБ-КГБ, в их числе Владимир Петров, утверждают, что реальный Барсов был приговорён к высшей мере наказания заочно (то есть ещё до возвращения в СССР) и расстрелян в течение полугода-года по прибытии. За успешную операцию по возвращению беглеца все участвовавшие сотрудники советских дипломатических учреждений награждены государственными наградами. Для возвращения Барсова советским властям его отвезли туда же в Линц, где они год назад приземлились, и передали прибывшим. Пирогов позже напишет в своих воспоминаниях, что в их последнюю встречу Барсов сказал ему, что соскучился по родным местам и хочет домой. По мнению Пирогова, его друг оказался не готов к столь резкой смене жизненного уклада (или «к свободе», как это называет сам Пирогов). С юности привыкнув к системе взаимоотношений «подчинённые—начальники» и прослужив десять лет в строю, где всё подчинено уставам и распорядку, он внезапно оказался предоставлен сам себе и попросту растерялся в ситуации столь обширной свободы выбора, непонятной для него и порождавшей в нём неопределённость и неуверенность. Судьба Барсова после возвращения в СССР неизвестна. По сведениям Петрова, Барсова по прибытии поместили в Центральную таганскую пересыльную тюрьму, где он пробыл около восьми месяцев, после того, как он перестал представлять интерес для следственных органов как источник информации, его расстреляли весной 1950 года. Эти данные Петров позже опубликовал в своих мемуарах. Официальная советская пропаганда, начиная с 1957 года, утверждала, что Барсов остался жив и встал на путь исправления. В отличие от многих других репрессированных военных, включая сбежавших лётчиков, не реабилитирован, хотя состав преступления и вообще какое-либо преступление ему в ходе рассмотрения дела Верховным судом РФ инкриминировано не было (иными словами, если он действительно был расстрелян, то это произошло без суда).
Неустановленный третий член экипажа (данные отсутствуют) — бортовой стрелок, сержант. Не был посвящён в план побега, оказался случайным попутчиком угонщиков. Изъявил желание вернуться в СССР вскоре после прибытия на аэродром советских представителей, дальнейшая судьба неизвестна.

## Предыстория
Пирогов в своих воспоминаниях подробно описал причины, которые подтолкнули их с Барсовым к побегу. Своё повествование он начал с того, что вступил в компартию, будучи верным ленинцем, постепенно всё более разочаровываясь в советском строе. Как позже отмечал Пирогов в интервью и мемуарах, на побег их подтолкнула атмосфера страха и террора, царившая в их военной части и в войсках в целом, провоцируемое ею разложение на морально-бытовой почве, начавшееся ещё в период войны и проявлявшееся в повальном пьянстве, нарушении воинской дисциплины, домогательствах по отношению к женскому населению занятых ими территорий и других явлениях. По его словам, ощущению безысходности способствовали события вроде ареста советской контрразведкой бежавших из немецкого плена и самостоятельно отыскавших свою часть лётчиков Пучкина и Иванова, — после этого и ряда других инцидентов подобного рода последовали случаи уклонения или открытого отказа ветеранов лётного состава от выполнения боевых вылетов (из-за нежелания попасть в плен, а в случае успешного бегства оттуда — прямиком в советские лагеря). В воспоминаниях отражён также собственный опыт общения Пирогова и других военнослужащих их части с сотрудниками «Смерша», а также воспоминания о воздушном параде над Красной площадью в составе 63-го бомбардировочного авиационного полка, от участия в котором отстранили ряд их знакомых (с последующим увольнением из рядов вооружённых сил и заключением в места лишения свободы) и который являл собою апогей так ненавидимой ими пропаганды. Меры безопасности при подготовке к параду были поистине колоссальными и, как убедился Пирогов, отражали недоверие и боязнь со стороны советского руководства к собственному населению, которые лишь усилились во время войны. По утверждению Пирогова, сразу после завершения войны победа была украдена у народа и присвоена «партией Ленина-Сталина». По поводу выборов и других форм народного волеизъявления в СССР Барсов заявил западным журналистам, что это всё профанация.
Среди наблюдений, сделанных в период их службы в группе советских оккупационных войск, приводится история о том, как их сослуживец из соседнего бомбардировочного авиаполка, также из бывших фронтовиков, женился на польке, которая настояла на том, чтобы они обвенчались в местном римско-католическом костёле. Жених сперва противился этому, а затем согласился. Через два дня после венчания его вызвали «в Москву» и обратно в полк он больше не возвращался. Другой их сослуживец — лётчик Владимир Малышев, переведённый в их часть из резервного авиаполка, был доведён сотрудниками особого отдела до самоубийства, ответственность за которое по наущению комиссара дивизии хотели возложить на Пирогова. Бесклассовость советского общества (один из столпов советской идеологии) даже в военной среде ставится им под сомнение. Классовое неравенство в войсках проявлялось даже в мелочах. Так, если он и его сослуживцы-лётчики вплоть до командира дивизии включительно курили махорку, обёрнутую в обрывок газеты (других табачных изделий у них просто не было) и все были одеты в изношенную залатанную форму, то сотрудники органов госбезопасности, — особисты и смершевцы, с которыми ему довелось встречаться, — самим своим видом производили впечатление сытой тыловой жизни, носили кители индивидуального покроя, курили дорогие сигареты и папиросы, импортные марки «Кэмел» и советские «Казбек», — ни те, ни другие невозможно было купить в советских магазинах. Это при том, что Пирогов, будучи офицером авиации, по его собственным словам, «жил как король» в сравнении с военнослужащими рядового состава.
Ко всему прочему, Пирогову пришлось расстаться со своей возлюбленной, так как он предчувствовал скорый арест и не хотел, чтобы она пострадала из-за него. Этот и другие случаи послужили для них точкой невозврата, после которой они с Барсовым приняли решение лететь на Запад, причём «двигателем» в их команде выступал именно Пирогов, заприметивший Барсова из-за взрывного характера последнего и его регулярных конфликтов с начальством. Познакомились они в марте 1947 года, Барсов был командиром звена и пользовался уважением среди младшего офицерского и сержантско-старшинского состава. Встретились они как раз во время аудиенции Барсова у начальства, где он не сидел молча, а прямо высказал всё, что о них думает, — вечером за столом собралась компания из числа «политически несознательных», Барсов взял в руки гитару и затянул «Очи чёрные». В июле 1947 года их полк вывели из Германии, часть была передислоцирована на Западную Украину и находилась в Галичине. Выбор американской зоны как конечного пункта назначения был не случаен. В годы войны им регулярно твердили о том, что американцы — это главные союзники СССР в борьбе с нацистской Германией, а сразу же после окончания войны началась кампания откровенного антиамериканизма. Они регулярно в обязательном порядке посещали политзанятия, представлявшие собой лекции антиамериканской пропаганды, на которых им, по его словам, «вдалбливали в голову» расхожие штампы и клише о «загнивающем капитализме» и «угнетённом рабочем классе» Америки вообще и Запада в целом. Между тем, этому не верили сами же лекторы-пропагандисты, и чем примитивнее была пропаганда, тем больший интерес к Америке просыпался среди военнослужащих, а они вдвоём втайне слушали русскоязычные передачи радио «Голос Америки» (поскольку это было наказуемо) и уже приняли для себя решение, куда им следует отправиться. О конкретном дне побега не сговаривались, решив, что улетят по настроению, если один из них решится и скажет другому «На курсе!», — при этом не важно, чья это будет инициатива, — второй ответит «На глиссаде!». Это будет условным сигналом к побегу. Так у них появились пароль и отзыв, и вызрел замысел их рискованного мероприятия.
По словам Пирогова, его воодушевил на осуществление перелёта успешный случай бегства в Турцию из Грозненского лётного училища годом ранее. Как позже выяснилось, их опасения были не напрасными, на Пирогова имелось дело с материалами наблюдения, доносами сослуживцев на него и заключением особого отдела о его «моральном разложении» и «неблагонадёжности».
В британском журнале «The Spectator» отмечалось, что воспоминания Пирогова как нельзя лучше отражают русский менталитет и психологию, специфику советского строя и советского общества. В американском «Saturday Review» отмечалось, что его воспоминания — это «свежий взгляд на советскую систему изнутри». Американский легион рекомендовал воспоминания Пирогова как необходимую для прочтения книгу всем своим членам, для лучшего понимания менталитета русских военных.

## Обстоятельства инцидента

Пирогов (слева) и Барсов (справа) на пресс-конференции для западных СМИ вскоре после приземления

В субботу 9 октября 1948 года лётчики Пётр Пирогов и Анатолий Барсов перелетели на бомбардировщике Ту-2 ВВС СССР с авиабазы «Коломыя» (г. Коломыя, Станиславская область, УССР) в Австрию, произвели посадку на аэродроме «Кэмп-Маккоули» американской авиабазы «Фоглер» (Vogler Air Base) в союзнической зоне оккупации, в черте Хёршинга (пригород Линца). Маршрут полёта и расчёты по топливу были подготовлены Пироговым, который подсчитал, что в случае успеха им удастся добраться до Линца. Проблема навигационного характера заключалась в том, что секретные карты, которыми была обеспечена их часть, охватывали только территорию СССР, территория сопредельных государств была изъята с карт во избежание инцидентов подобного рода (хотя, в случае начала новой войны им предстояло действовать на совершенно неведомой им сопредельной территории, но этот аспект волновал советское руководство в меньшей степени, чем перспектива бегства лётчиков на Запад). В случае навигационной ошибки или аварийной посадки, они готовились преодолеть оставшееся расстояние до союзнической зоны оккупации пешим ходом. Перед вылетом Барсов предусмотрительно настоял на том, чтобы им заправили топливные баки больше, чем на один час полёта (что полагалось для учебных вылетов). Настойчивость Барсова была небезосновательной, — топливо в баках закончилось в воздухе. Друзья собирались делать аварийную посадку на воду, но тут Барсов заметил аэродром и дотянул до взлётно-посадочной полосы. Во время посадки Пирогов заметил на одном из зданий пятиконечную звезду и уже было запаниковал, решив, что они приземляются на оккупируемой советскими войсками территории Австрии, но было поздно, шасси уже коснулись поверхности взлётно-посадочной полосы и топлива для продолжения полёта не было, а звезда, как позже выяснилось, принадлежала ВВС США.
Первыми словами Пирогова на посадочной полосе были сказанные им на ломаном английском: «I is Russian pilot! Where is Lintz?» («Я русский пилот. Где Линц?»). Вскоре после приземления на встречу к ним прибыли представители Верховного комиссара в Австрии от СССР генерала армии В. В. Курасова, которые предложили лётчикам добровольно возвратиться обратно. В самолёте с ними летел третий член экипажа (бортовой стрелок в сержантском звании), которому сообщили об истинной цели полёта уже в воздухе и который после беседы с представителями Курасова изъявил желание незамедлительно вернуться в СССР. Пирогов и Барсов были предупреждены об ответственности, но возвращаться отказались. Американские оккупационные власти в Германии предоставили им политическое убежище. Поскольку вопросы содержания перебежчиков из соцстран ещё не были должным образом регламентированы американским законодательством, Пирогов и Барсов находились на американской авиабазе в статусе иностранных офицеров с неофициальным визитом (visiting foreign officers). На официальный запрос от советских властей, потребовавших возврата самолёта и лётчиков, американская сторона ответила, что самолёт может быть возвращён немедленно, а в отношении лётчиков американцы не заявили прямого отказа, уклончиво ответив, что не станут применять силу для возвращения их обратно. Согласно заявлениям прессы, на борту самолёта имелось секретное бортовое радиоэлектронное оборудование, до того не попадавшее в руки западных союзников. 20 октября на авиабазу «Фоглер» прибыла группа советских авиамехаников, которые при помощи привлечённых американских военнослужащих разобрали самолёт и организовали его вывоз в советскую зону.

## Последствия
Перелёт Пирогова и Барсова повлёк за собой расследование и организационные мероприятия. В СССР сталинской эпохи действовала своеобразная форма круговой поруки, где ответственность за подобного рода инциденты возлагалась прежде всего на родственников и членов семей изменников родины (в соотв. со ст. 58-1в УК РСФСР), а также на их непосредственное начальство и сотрудников контрразведывательного аппарата. Касательно Военно-воздушных сил в целом, организационные мероприятия выражались в отстранении от полётов, либо в переводе на службу в отдалённые от государственной границы районы страны лиц, попавших в разряд неблагонадёжных. Дежурные средства перехвата (силы истребительной авиации) не успели вовремя среагировать на побег, поскольку зона полётов находилась в приграничном районе, что в свою очередь повлекло за собой смену полётных зон и аэродромов базирования вглубь от границ, с целью исключить возможность бегства лётчиков на самолётах во время учебных полётов. Оперативно-технические мероприятия профилактического характера выражались в усилении группы привлечённых средств радиоэлектронного подавления частот вещания зарубежных радиостанций. Поскольку спрос с военных контрразведчиков за предотвращение фактов перехода, а особенно перелёта советских военнослужащих в западные зоны Германии и Австрии был довольно жёстким, по итогам расследования обстоятельств инцидента к уголовной ответственности привлекли начальника отдела контрразведки МГБ дивизии и оперуполномоченного, отвечавшего за контрразведку в полку. Их обвинили в том, что они информировали командование «о моральном разложении» Пирогова, но не добились отстранения его от полётов.
В дальнейшем, организационные мероприятия, предпринятые по итогам расследования обстоятельств побега Пирогова и Барсова, продемонстрировали определённую эффективность. Когда через семь лет после случившегося, в начале 1956 года, была предпринята аналогичная попытка угнать в Австрию бомбардировщик Ту-2, самолёт был перехвачен в пути поднятыми по тревоге истребителями МиГ-15.

## Дальнейшая жизнь в США
Через четыре месяца пребывания в Австрии вопросы относительно их переезда в США были решены и 4 февраля 1949 года они прибыли в США, где им был предоставлен вид на жительство. В США делами беглецов занимался Государственный департамент, поскольку Пирогов только осваивал английский язык, а Барсов вообще не проявлял интереса к изучению языка в стране пребывания, в ходе официальных встреч и визитов их сопровождала переводчица от Госдепартамента (Эллен Гавришефф) и русскоговорящий сотрудник Разведуправления армии США. В интервью журналу «Лайф» пилоты признались, что они оба слушали американские радиопередачи на русском и мечтали побывать в Виргинии, что им в итоге удалось, — им устроили поездку на автомобиле по американской глубинке, где они пили «кока-колу», играли в пинбол, общались с местными общественными и политическими деятелями, фермерами и негритянскими музыкантами, русскими эмигрантами первой волны и дореволюционными русскими эмигрантами, уже образовавшими в Виргинии свои поселения. В процессе поездки им устроили встречу с губернатором штата Уильямом Таком. Путешествуя по Виргинии, друзья посетили города и населённые пункты Александрия, Ричмонд, Лексингтон, Нэйчурал-Бридж (и одноименную достопримечательность), Роанок, Линчберг, Суит-Брайар, Ньюпорт-Ньюс, Уильямсберг, Шарлотсвилл, Гаррисонберг, Лурей, Фредериксберг, Йель, а также фермы, придорожные закусочные и объекты общепита на автодорогах. Затем их пригласили выступить по-русски в эфире цикла передач радиостанции «Голос Америки», вещавшей на СССР и соцстраны. В Лексингтоне они стали почётными гостями баскетбольного матча университетских команд «Мэриленд-Тёрпс» и «Вашингтон-энд-Ли-Дженералс».
В США они научились говорить по-английски и давали интервью западным СМИ. Во время интервью и различных встреч по-настоящему «говорящим» в их тандеме был Пирогов, Барсов же по привычке больше молчал и курил. В отличие от предприимчивого Пирогова, который быстро освоился на новом месте и всячески стремился влиться в американское общество, Барсов был меланхоличен, регулярно и много пил, добывая алкоголь даже у журналистов, которые прибывали к ним для интервью. Пирогов даже пристыдил однажды старшего товарища, заявив ему: «Ты что? И впрямь думаешь, что мы улетели ради того, чтобы пьянствовать и чтобы иностранцы за рубежом считали, что все русские сплошь одна пьянь?», — но к пущему его сожалению, на Барсова это не подействовало, он продолжал пить и дебоширить. Однажды, во время их поездок, ему удалось улизнуть из-под бдительного ока Пирогова (вылез через окно и спрыгнул со второго этажа), напиться и попасть в местный бордель. Лишь изредка он брал в руки гитару, пел романтические песни о любви и Пирогов узнавал в нём того самого Барсова, которого знал ещё в период их службы.
После того, как в 1949 году для консолидации представителей советских эмигрантских кругов левого толка (второй волны эмиграции, перебежчиков и невозвращенцев) в США была образована «Лига борьбы за народную свободу» (ЛБНС), Пирогов с Барсовым были приглашены вступить в её состав в качестве членов. В дальнейшем Барсов состоял в ней чисто формально, а Пирогов проявил деятельное участие в работе организации.
Между тем возник вопрос юридического характера, связанный с их советским гражданством. Поскольку исходно Пирогову и Барсову были оформлены временные визы для проживания в США, по истечении которых им грозило выпровождение из США в Западную Германию и проживание там на правах перемещённых лиц, им требовалось либо продлевать их временные визы, либо получать вид на жительство. Так или иначе, уже 4 февраля 1949 года им был предоставлен вид на жительство на законных основаниях.
Тем временем к обоим лётчикам как советским гражданам по протоколу были допущены сотрудники советского посольства, — Пирогов от контактов с ними наотрез отказался, а Барсов проявил интерес к вестям с родины. Чрезвычайный и полномочный посол СССР в США генерал-майор госбезопасности А. С. Панюшкин лично гарантировал Барсову амнистию в случае возвращения вместе с товарищем или максимум два года тюрьмы в случае возвращения в одиночку. Спустя полгода их пребывания Анатолий Барсов, поверив заверениям сотрудников посольства о том, что в случае возвращения его ждёт амнистия, собрался возвращаться. 7 августа 1949 года, незадолго перед отъездом Барсова, Пирогов попытался переубедить его: «Пристрелят они тебя, Толя, как собаку». Пирогова переубедить не удалось, он остался на Западе (поскольку считал любые обещания советских должностных лиц ложью по определению, что в итоге и спасло его от расстрела).

## Развитие событий
В 1950 году книга воспоминаний Пирогова, написанная им на русском, была переведена на английский язык писательницей Адой Сегал и опубликована сначала в США (нью-йоркским изд. Duell, Sloan and Pearce), затем в Великобритании (лондонским изд. Harvill Press). Позже на средства Администрации международной информации США она была переведена на французский, китайский, гуджаратский, хинди, маратхи и другие языки мира.
С 1955 года возобновились попытки советской стороны добиться добровольного возвращения Пирогова, 8 марта 1957 года с Пироговым связались по телефону сотрудники советского посольства, которые договорились с ним о встрече со 2-м секретарём посольства Геннадием Макшанцевым на 11 марта. Макшанцев заявил, что после смерти Сталина в стране всё изменилось, что Барсов жив и что Пирогов может возвращаться в СССР, в подтверждение чего вручил ему письмо от его старого друга. Пирогов после ознакомления с письмом утверждал, что это однозначно подделка и хотя почерк был похожим на почерк реального Барсова, стиль текста очень отличался от известного ему и написано оно было литературным языком без единой грамматической ошибки, что было весьма нетипично для того малограмотного Барсова, которого он знал. Более того, по словам Пирогова, Барсов, при том, что на Западе все звали его именно так, а не иначе, сам никогда по-русски не подписывался «Барсов», вместо этого использовал свою настоящую фамилию «Борзов», что подкрепило версию о подделке письма советскими органами госбезопасности. 17 апреля того же года Госдепартамент США попросил указанного дипломата удалиться из страны за попытки убеждения ряда бывших советских граждан в необходимости возвращения в СССР предположительно с использованием подложных документов.
15 мая 1957 года в Центральном доме журналиста в Москве состоялась пресс-конференция, на которой человек, представившийся Анатолием Борзовым, заявил, что получил 5 лет лишения свободы, которые он провёл в ИТЛ в Омске и Воркуте, и вышел на свободу в сентябре 1954 года. Также он заявил, что в США царит безработица и унижение человеческого достоинства. В США данное событие расценили как пропагандистский ход с советской стороны в ответ на высылку дипломата, а саму информацию о чудесном «воскрешении» Барсова, учитывая количество осужденных лиц, лишь косвенно причастных к случившемуся, сочли недостоверной.
По словам упомянутого выше Владимира Петрова, сбежавшего в апреле 1954 года, сотрудники советского дипломатического аппарата в США знали о том, что Барсов приговорён к высшей мере наказания заочно, но никто не сообщил ему об этом. В реабилитации лётчика, инициированной неизвестным лицом в марте 2021 года, было отказано, дело рассматривалось ВКВС РФ в закрытом режиме, подробности не разглашались.

## Комментарии

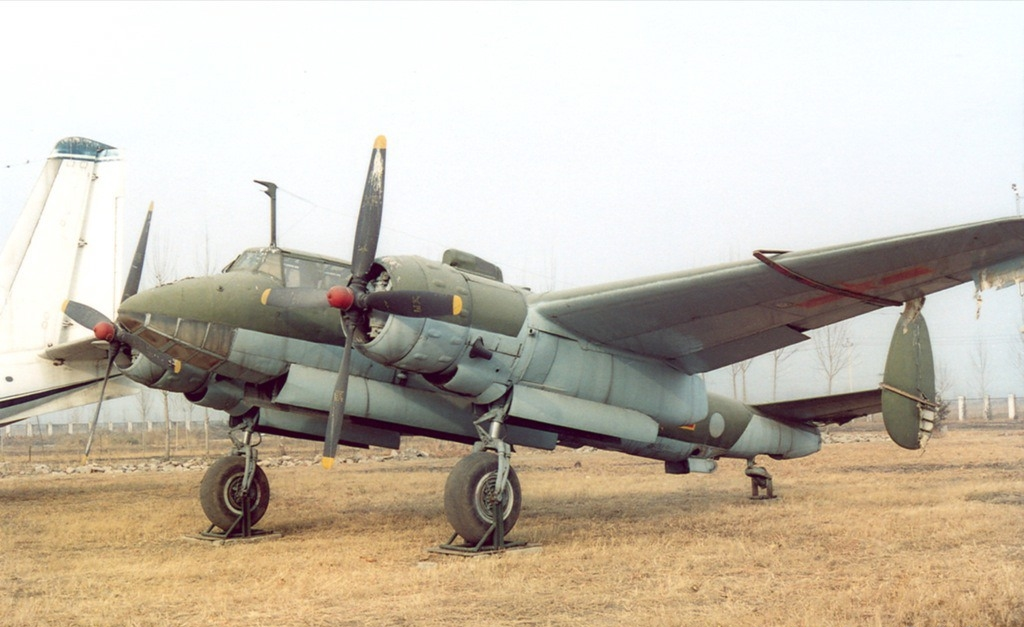
Бомбардировщик Ту-2

1. ↑  Настоящая фамилия Барсова — Борзов, но подавляющее большинство русскоязычных и англоязычных материалов и публикаций содержат первый из указанных вариантов.
2. ↑  В иностранной прессе имена и фамилии Пирогова и Барсова передавались по-разному, в статье выше указан вариант англицизации имени, которым пользовался Пирогов и который использовался в официальной документации.
3. ↑  Официальные архивные материалы подтверждают 38 боевых вылетов на дальнюю разведку, совершённые им в составе 98-го гв. авиаполка на советско-германском фронте. Другого боевого счёта по общему количеству вылетов, включая советско-японскую линию разграничения и период службы в 59-м авиаполку, не имеется.
4. ↑  Или лиц причастных к их деятельности, под определение которых подпадали кандидаты в члены компартий.
5. ↑  Подразумевается тезис послевоенных лет о победе в войне исключительно благодаря товарищу Сталину и партии[29].
6. ↑  Авиационная терминология.
7. ↑  Тогда они ещё плохо владели английским языком и путали артикуляцию (которой нет в русском языке, но есть в английском, отсюда трудности). Грамматически корректной была бы фраза: «I am a Russian pilot!»
8. ↑  На тот момент свой генеральский чин и факт службы в МГБ СССР А. С. Панюшкин скрывал, но у американской стороны были основания полагать, что именно он является руководителем разведывательного аппарата МГБ в США[63]. Впоследствии эту информацию подтвердил бежавший в США офицер внешней разведки КГБ Юрий Растворов[54].
9. ↑  В англоязычной литературе и периодике этот эпизод был переведён следующим образом: «Die like a dog» (букв. «Умрёшь как собака»).[66]